# Storhavre
Storhavre (Avena sterilis) är en gräsart som beskrevs av Carl von Linné. Enligt Catalogue of Life ingår Storhavre i släktet havren och familjen gräs, men enligt Dyntaxa är tillhörigheten istället släktet havren och familjen gräs. Arten förekommer tillfälligt i Sverige, men reproducerar sig inte. Utöver nominatformen finns också underarten A. s. ludoviciana.

## Bildgalleri

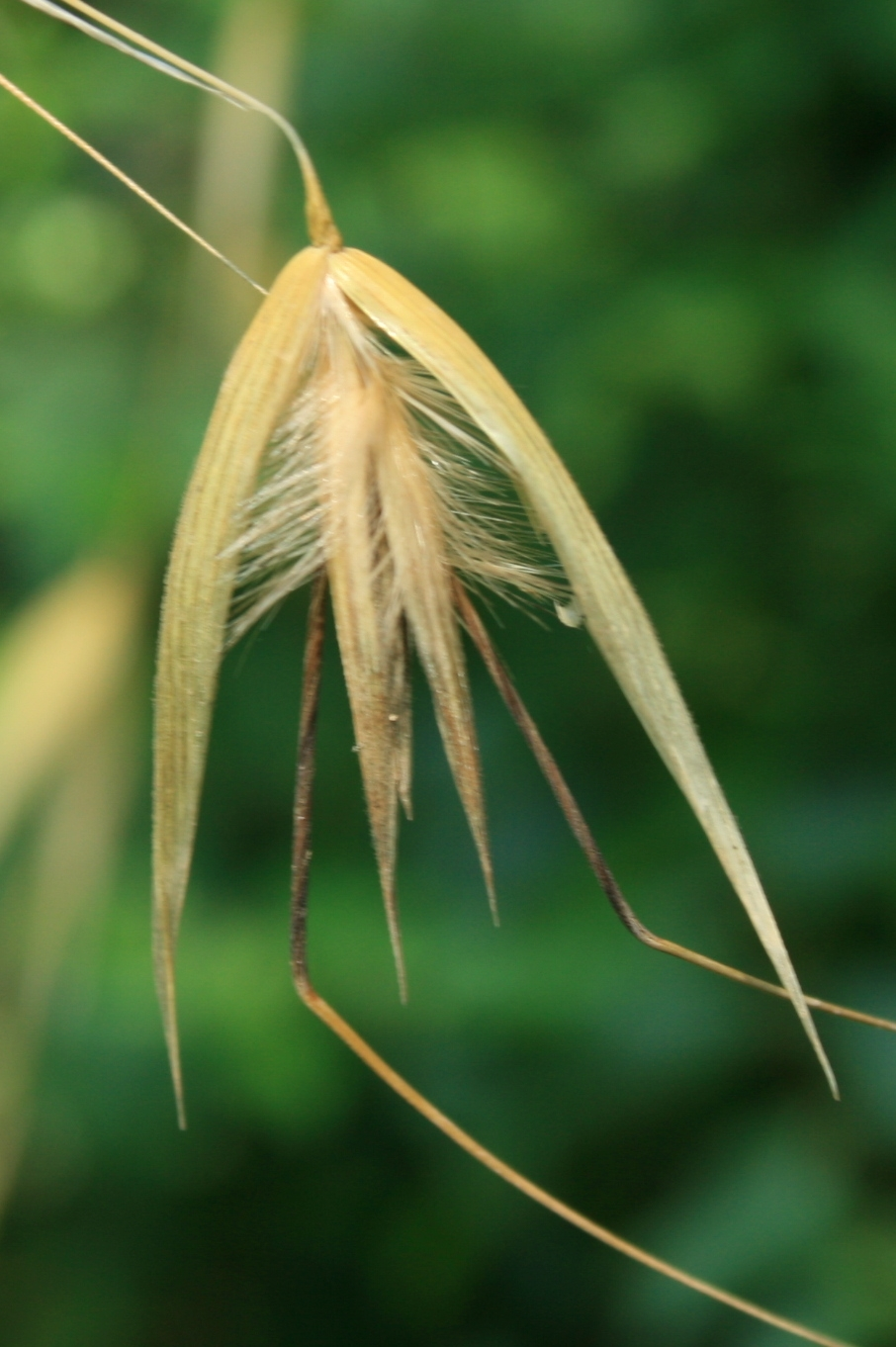
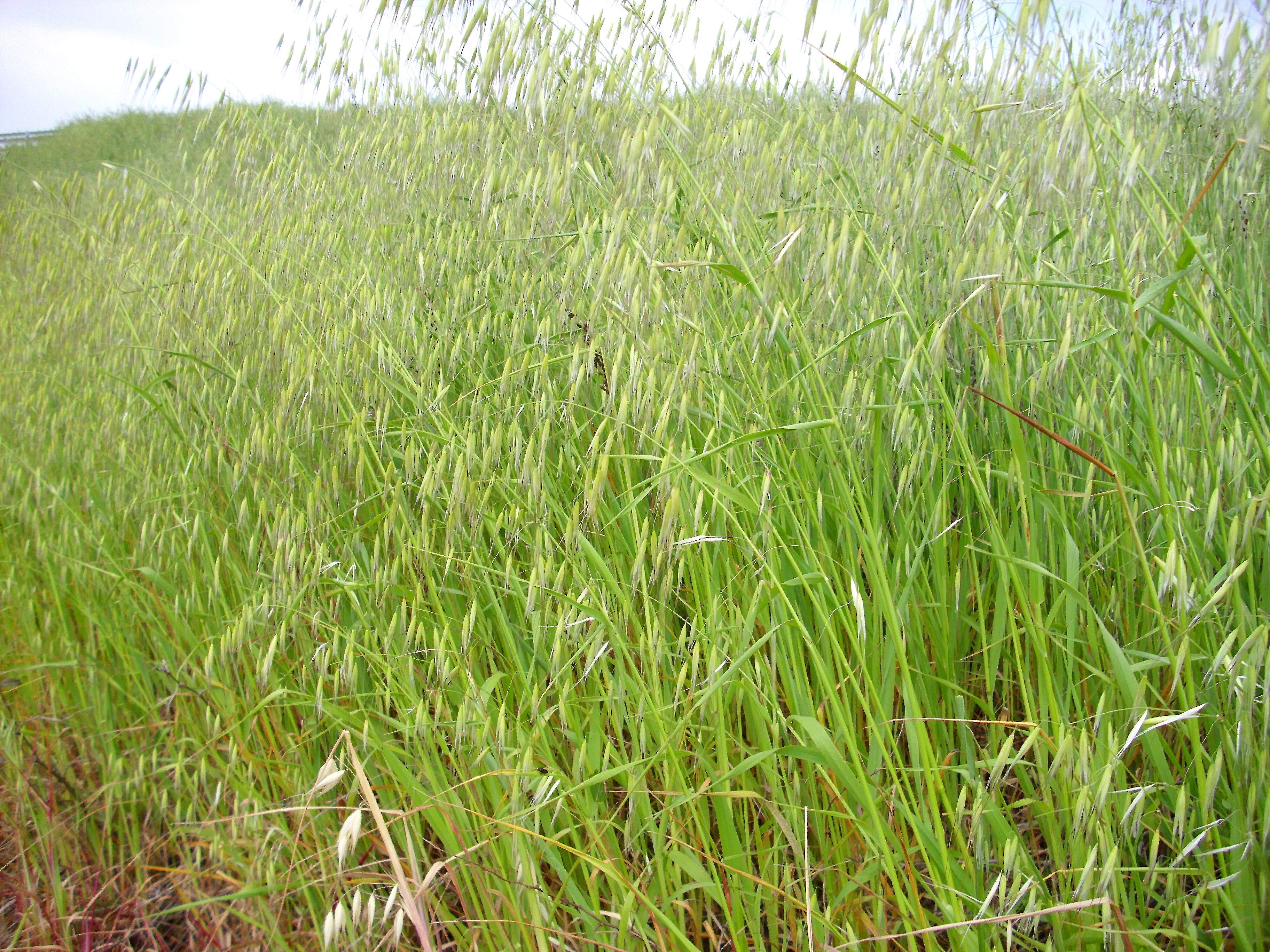
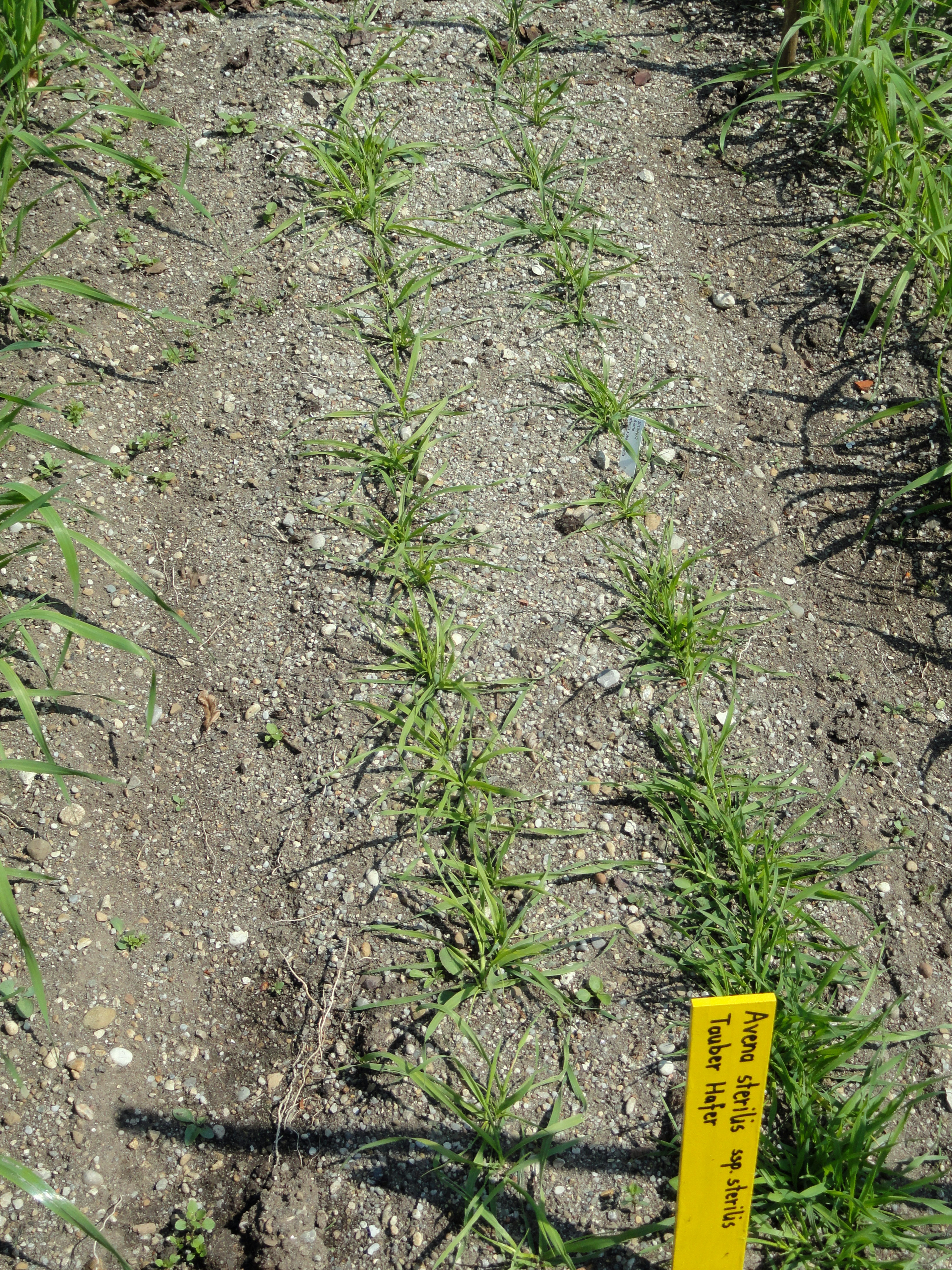
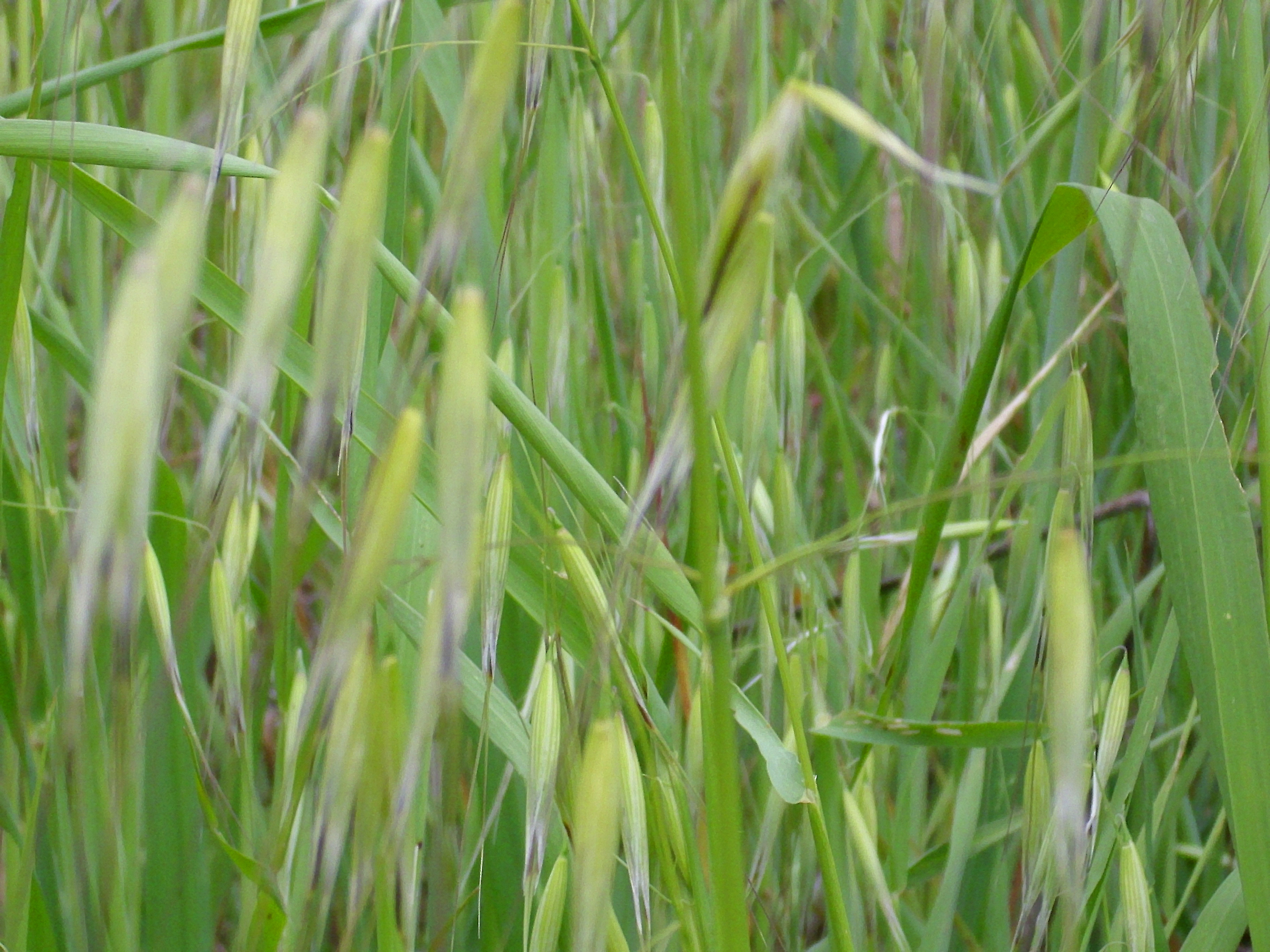